# Bonit
Bonit, Bonet – imię łacińskie, oznaczające "człowieka o dobrym sercu, dobrotliwego" (Bonit), którego francuską formą jest Bonet. Gramatycznie Bonit (Bonitus) stanowi zdrobnienie od przymiotnika bonus — "dobry". Fros i Sowa stosują formę Bonitus, od której jednak zgodnie z zasadami polszczenia łacińskich nazw własnych powinno się odrzucić końcowe -us. 
W dawnej Polsce nienotowane, istnieje jednak zapis formy Bonetko (1470 r.), którą Fros i Sowa uznają za mogącą się wiązać z Bonetem.
Bonit, Bonet imieniny obchodzi 12 stycznia, w dzień wspomnienia św. Boneta (Bonita) z Owernii.
Żeński odpowiednik: Bonita.
Zobacz też miejscowości francuskie o nazwie pochodzącej od imienia Bonit:
- Saint-Bon
- Saint-Bonnet
- Saint-Bonnet-Avalouze
- Saint-Bonnet-de-Bellac
- Saint-Bonnet-de-Chavagne
- Saint-Bonnet-de-Condat
- Saint-Bonnet-de-Joux
- Saint-Bonnet-de-Montauroux
- Saint-Bonnet-de-Mure
- Saint-Bonnet-de-Rochefort
- Saint-Bonnet-de-Salendrinque
- Saint-Bonnet-de-Salers
- Saint-Bonnet-des-Bruyères
- Saint-Bonnet-des-Quarts
- Saint-Bonnet-de-Valclérieux
- Saint-Bonnet-du-Gard
- Saint-Bonnet-Elvert
- Saint-Bonnet-en-Bresse
- Saint-Bonnet-en-Champsaur
- Saint-Bonnet-la-Rivière
- Saint-Bonnet-le-Bourg
- Saint-Bonnet-le-Chastel
- Saint-Bonnet-le-Château
- Saint-Bonnet-le-Froid
- Saint-Bonnet-près-Bort
- Saint-Bonnet-près-Orcival
- Saint-Bonnet-près-Riom
- Saint-Bonnet-sur-Gironde
- Saint-Bonnet-Tronçais
- Saint-Bonnot
- Saint-Bon-Tarentaise